# Luka Elsner
Luka Elsner (Ljubljana, 2 augustus 1982) is een voormalig profvoetballer uit Slovenië. Hij speelde als verdediger bij onder meer NK Domžale en SK Austria Kärnten. Hij stapte na zijn actieve loopbaan het trainersvak in.

## Interlandcarrière
Elsner speelde zijn eerste en enige interland voor het Sloveens voetbalelftal op 26 mei 2008, toen de ploeg in en tegen Zweden aantrad voor een vriendschappelijke wedstrijd. Elsner viel in de 88ste minuut in voor Bojan Jokić. Slovenië verloor het duel met 1-0 door een treffer van Tobias Linderoth.

## Trainerscarrière
Elsner begon zijn trainerscarrière bij tweevoudig Sloveens landskampioen NK Domžale, waar hij in 2012 zijn spelerscarrière had afgesloten. Hij begon er als assistent-trainer en werd in 2013 hoofdtrainer. Na een zesde plaats in zijn debuutseizoen eindigde hij in de twee seizoenen daarop telkens derde. Na drie seizoenen werd hij weggeplukt door landskampioen Olimpija Ljubljana, waar hij in maart 2017 ontslagen werd. Elsner trok vervolgens naar het buitenland: eerst naar het Cypriotische Paphos FC, vervolgens naar de Belgische tweedeklasser Union Sint-Gillis. Met de Brusselse traditieclub haalde hij prima resultaten: hij behaalde de halve finale van de Beker van België, waar de club maar nipt sneuvelde tegen reeksgenoot KV Mechelen, en eindigde derde in Eerste klasse B nadat de club lang in de running was voor het eerste periodeticket.
Door de goede resultaten met Union was Elsner in juni 2019 een van de topkandidaten om Felice Mazzu op te volgen bij Sporting Charleroi. De Sloveen koos echter voor de Franse eersteklasser Amiens SC. Toen de Ligue 1 in maart 2020 werd stilgelegd vanwege de coronapandemie stond Amiens voorlaatste. Toen een maand later werd besloten om het seizoen niet meer af te maken, was Amiens veroordeeld tot degradatie. Na een zwakke start in de Ligue 2 (winst tegen AS Nancy op de openingsspeeldag maar daarna nederlagen tegen AC Le Havre en Paris FC en 0-0-gelijke spelen tegen LB Châteauroux en Pau FC) werd Elsner op 28 september 2020 ontslagen
Op 31 januari 2021 ondertekende Elsner een contract voor drieënhalf seizoenen bij KV Kortrijk. Hij volgde er Yves Vanderhaeghe op die werd ontslagen omwille van teleurstellende resultaten. De Sloveen was eerder al in beeld geweest bij KV Kortrijk om er na dit seizoen trainer te worden. Op 6 oktober 2021 verbrak Elsner eenzijdig zijn contract om hoofdtrainer bij Standard Luik te worden. Hij werd er op 20 april 2022 ontslagen na een teleurstellende veertiende plaats op het einde van de reguliere competitie.
In juni 2022 ging Elsner aan de slag als hoofdtrainer van de Franse tweedeklasser Le Havre AC.

## Privé
Hij komt uit een voetbalfamilie. Zijn grootvader is Branko Elsner, een voormalig voetballer en trainer-coach. Zijn vader Marko Elsner speelde eveneens voetbal op het hoogste niveau en won met Joegoslavië de bronzen medaille op de Olympische Spelen van 1984, al kwam hij daar niet in actie. Zijn jongere broer Rok kwam onder meer uit voor de Duitse club Energie Cottbus.

## Erelijst

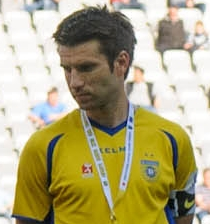
Elsner met NK Domžale in 2012

NK Domžale
- 1. slovenska nogometna liga

2007, 2008
- Beker van Slovenië

2011
- Sloveense supercup

2007, 2011